# Evelio Cabrejo
Evelio Cabrejo Parra (Boyacá, 1942) es un lingüista y psicoanalista colombiano residente en Francia.

## Biografía
Cabrejo Parra realizó sus primeros estudios universitarios en Colombia donde se licenció en Filología e Idiomas por la Universidad Nacional de Bogotá. Completó su formación después en París con un máster en Filosofía, otro en Psicología y el doctorado en Lingüística por la Universidad de París I Panthéon-Sorbonne.
Cabrejo fue profesor de Filología en la Universidad Nacional de Colombia hasta que estableció su residencia definitiva en Francia en 1970, donde ha sido profesor en la Ecole Normale Supérieure de Fontenay-aux-Roses y director asistente del Departamento de Lingüística de la Universidad de París VII Denis Diderot. Como investigador está especializado en el conocimiento de la lectura en los niños y promueve talleres de lectura para la primera infancia. Ha escrito numerosos artículos sobre pedagogía de la lectura. También ha trabajado como consultor y asesor en diferentes programas de lectura de países hispanoamericanos.
Es vicepresidente de ACCES (Acciones Culturales Contra las Exclusiones y Segregaciones), una iniciativa dirigida a colectivos en riesgo de exclusión social cuyo objetivo es mejorar las condiciones de adquisición de la escritura y la lectura gracias al descubrimiento de la lengua escrita desde la primera infancia y cofundador del Observatorio Iberoaméricano de cultura y educación para la primera infancia de CERLALC.